# Pure McCartney
Pure McCartney è la quinta raccolta del cantautore inglese Paul McCartney, pubblicata il 10 giugno 2016 su etichetta Hear Music.

## Il disco
Quinta raccolta del musicista, già a fine marzo del 2016 c'erano delle voci su una possibile pubblicazione dell'album attraverso degli indizi criptici sui canali ufficiali Facebook e Twitter di McCartney , fino a quando il 31 marzo ha pubblicato la notizia ufficiale sul suo sito ufficiale con tanto di trackist delle varie versioni.
Al suo interno sono presenti quasi tutti i singoli post Beatles pubblicati dal cantante incisi sia con il suo gruppo degli Wings, che durante la sua carriera solista, ovvero dal periodo che va dal 1970 (con la pubblicazione del primo singolo Another Day) fino al 2015, compresi i singoli Hope for the Future e il remix del 2015 di Say Say Say in duetto con Michael Jackson.
Nei CD si possono notare assenze di alcuni brani celebri, come The Lovely Linda, The Girl Is Mine (ancora in duetto con Michael Jackson), Wonderful Christmastime e Freedom (studio mix).
A proposito di questo progetto, Paul McCartney, sul sito ufficiale, ha dichiarato:
(Paul McCartney)
(Paul McCartney)
L'album contiene tracce estratte da tutti i suoi album in studio ufficiali, con l'eccezione di Flowers in the Dirt, Снова в СССР, Run Devil Run e Driving Rain.

### Copertina
La foto di copertina è stata scattata da Linda McCartney durante le sessioni di registrazione per l'album Ram nel 1970/1971.
Gli altri scatti utilizzati per il libretto del CD (di 18 pagine nell'edizione standard e di 42 nella deluxe), sono a opera di Linda McCartney, Mary McCartney, Graham Hughes, David Dugley, Richard Haughton e MJ Kim.

### Pubblicazione
Pure McCartney è stato pubblicato il 10 giugno 2016 in tutto il mondo in tre diversi formati: standard (in formato doppio CD), deluxe (in formato quadruplo CD) e in vinile (con 4 vinili).

## Tracce
Testi e musiche di Paul McCartney, eccetto dove indicato.

### Edizione standard

#### CD1
1. Maybe I'm Amazed
2. Heart of the Country (Paul McCartney, Linda McCartney)
3. Jet (Paul McCartney, Linda McCartney)
4. Warm and Beautiful (Paul McCartney, Linda McCartney)
5. Listen to What the Man Said (Paul McCartney, Linda McCartney)
6. Dear Boy (Paul McCartney, Linda McCartney)
7. Silly Love Songs (Paul McCartney, Linda McCartney)
8. The Song We Were Singing
9. Uncle Albert/Admiral Halsey (Paul McCartney, Linda McCartney)
10. Another Day (Paul McCartney, Linda McCartney)
11. Sing the Changes
12. Jenny Wren
13. Save Us
14. Mrs. Vandebilt (Paul McCartney, Linda McCartney)
15. Mull of Kintyre (Paul McCartney, Denny Laine)
16. Let 'Em In (Paul McCartney, Linda McCartney)
17. Let Me Roll It (Paul McCartney, Linda McCartney)
18. Nineteen Hundred and Eighty-Five (Paul McCartney, Linda McCartney)
19. Ebony and Ivory

#### CD2
1. Band on the Run (Paul McCartney, Linda McCartney)
2. Arrow Through Me
3. My Love (Paul McCartney, Linda McCartney)
4. Live and Let Die (Paul McCartney, Linda McCartney)
5. Too Much Rain
6. Goodnight Tonight
7. Say Say Say [2015 Remix]
8. My Valentine
9. The World Tonight
10. Pipes of Peace
11. Dance Tonight
12. Here Today
13. Wanderlust
14. Great Day
15. Coming Up
16. No More Lonely Nights
17. Only Mama Knows
18. With a Little Luck
19. Hope for the Future
20. Junk

### Edizione deluxe

#### CD1
1. Maybe I'm Amazed
2. Heart of the Country
3. Jet
4. Warm and Beautiful
5. Listen to What the Man Said
6. Dear Boy
7. Silly Love Songs
8. The Song We Were Singing
9. Uncle Albert/Admiral Halsey
10. Early Days
11. Big Barn Bed
12. Another Day
13. Flaming Pie
14. Jenny Wren
15. Too Many People
16. Let Me Roll It
17. New

#### CD2
1. Live and Let Die
2. English Tea
3. Mull of Kintyre
4. Save Us
5. My Love
6. Bip Bop
7. Let 'Em In
8. Nineteen Hundred and Eighty Five
9. Calico Skies
10. Hi, Hi, Hi
11. Waterfalls
12. Band on the Run
13. Appreciate
14. Sing The Changes
15. Arrow Through Me
16. Every Night
17. Junior's Farm
18. Mrs Vandebilt

#### CD3
1. Say Say Say [2015 Remix]
2. My Valentine
3. Pipes of Peace
4. The World Tonight
5. Souvenir
6. Dance Tonight
7. Ebony and Ivory
8. Fine Line
9. Here Today
10. Press
11. Wanderlust
12. Winedark Open Sea
13. Beautiful Night
14. Girlfriend
15. Queenie Eye
16. We All Stand Together

#### CD4
1. Coming Up
2. Too Much Rain
3. Good Times Coming / Feel the Sun
4. Goodnight Tonight
5. Baby's Request
6. With a Little Luck
7. Little Willow
8. Only Mama Knows
9. Don't Let It Bring You Down (Paul McCartney, Denny Laine)
10. The Back Seat of My Car
11. No More Lonely Nights
12. Great Day
13. Venus and Mars/Rock Show
14. Temporary Secretary
15. Hope for the Future
16. Junk

### Vinile

#### A1
1. Maybe I'm Amazed
2. Heart of the Country
3. Jet
4. Warm and Beautiful
5. Listen to What the Man Said
6. Dear Boy

#### A2
1. Silly Love Songs
2. The Song We Were Singing
3. Uncle Albert/Admiral Halsey
4. Another Day
5. New

#### B1
1. Mull of Kintyre
2. Sing The Changes
3. Jenny Wren
4. Mrs Vandebilt
5. Save Us

#### B2
1. Let 'Em In
2. Let Me Roll It
3. Ebony and Ivory
4. Nineteen Hundred and Eighty Five

#### C1
1. Band on the Run
2. Arrow Through Me
3. My Love
4. Live and Let Die
5. Too Much Rain

#### C2
1. Say Say Say [2015 Remix]
2. My Valentine
3. Goodnight Tonight
4. The World Tonight
5. Pipes of Peace

#### D1
1. Dance Tonight
2. Here Today
3. Wanderlust
4. Great Day
5. Coming Up
6. No More Lonvely Nights

#### D2
1. Too Much People
2. Only Mama Knows
3. With a Little Luck
4. Hope for the Future
5. Junk